# Mausolée du Sultan Al-Achraf Khalîl
 (mars 2025).
 (février 2024).
Le  Mausolée du Sultan Al-Achraf Khalîl  est un mausolée et une madrassa du  sultan mamelouk Al-Achraf Khalîl au Caire en Égypte. L’édifice fut complété en 1288. L’historien Ahmad al-Maqrîzî décrit ce monument.

## Voir également
- Architecture mamelouke

## Référence
- (en) Cairo of the Mamluks, D. Behrens-Abouseif, Ed. I.B.Tauris, 2007, P-142-143
- (en) D. Hill et L. Golvin, Islamic Architecture in North Africa (AD-800-1500), Faber and Faber, 1976, PP-85.